# Aldijana
Aldijana je žensko osebno ime.

## Izvor imena
Aldijana je različica ženskega imena Alda.

## Pogostost imena
Po podatkih Statističnega urada Republike Slovenije je bilo na dan 31. decembra 2007 v Sloveniji število ženskih oseb z imenom Aldijana: 82.

## Osebni praznik
Osebe z imenom Aldijana lahko godujejo takrat kot osebe z imenom Alda.